# Liu Qing (taekwondo)
Pour les articles homonymes, voir Liu Qing.
Dans ce nom chinois, le nom de famille, Liu, précède le nom personnel.
Liu Qing, née le 28 janvier 1993, est une taekwondoïste de Macao.

## Carrière
Elle est médaillée de bronze dans la catégorie des moins de 67 kg aux Jeux asiatiques de 2014 à Incheon.